# Halvard Olsson
Halvard Olsson, född 22 februari 1864 Norra Ny församling, Värmlands län, död 19 mars 1938 i Halmstads församling, var en svensk pianotillverkare mellan 1896 och 1904 i Arvika. Företaget grundades 7 september 1898. Han var Arvikas första cykelhandlare och pianofabrikör.

## Biografi
Olsson föddes i Norra Ny och var son till torparen Olof Olsson och Karin Halvardsdotter. Åren 1885–1890 arbetade han hos instrumentmakare Johan Petter Nyström i Karlstad. Olsson var bosatte i Arvika från 1888. Där arbetade han hos instrumentmakare Anders Nilsson Östlind. Han begav sig 1904 till Halmstad. Även där arbetade han som instrumentmakare.

## Bilder

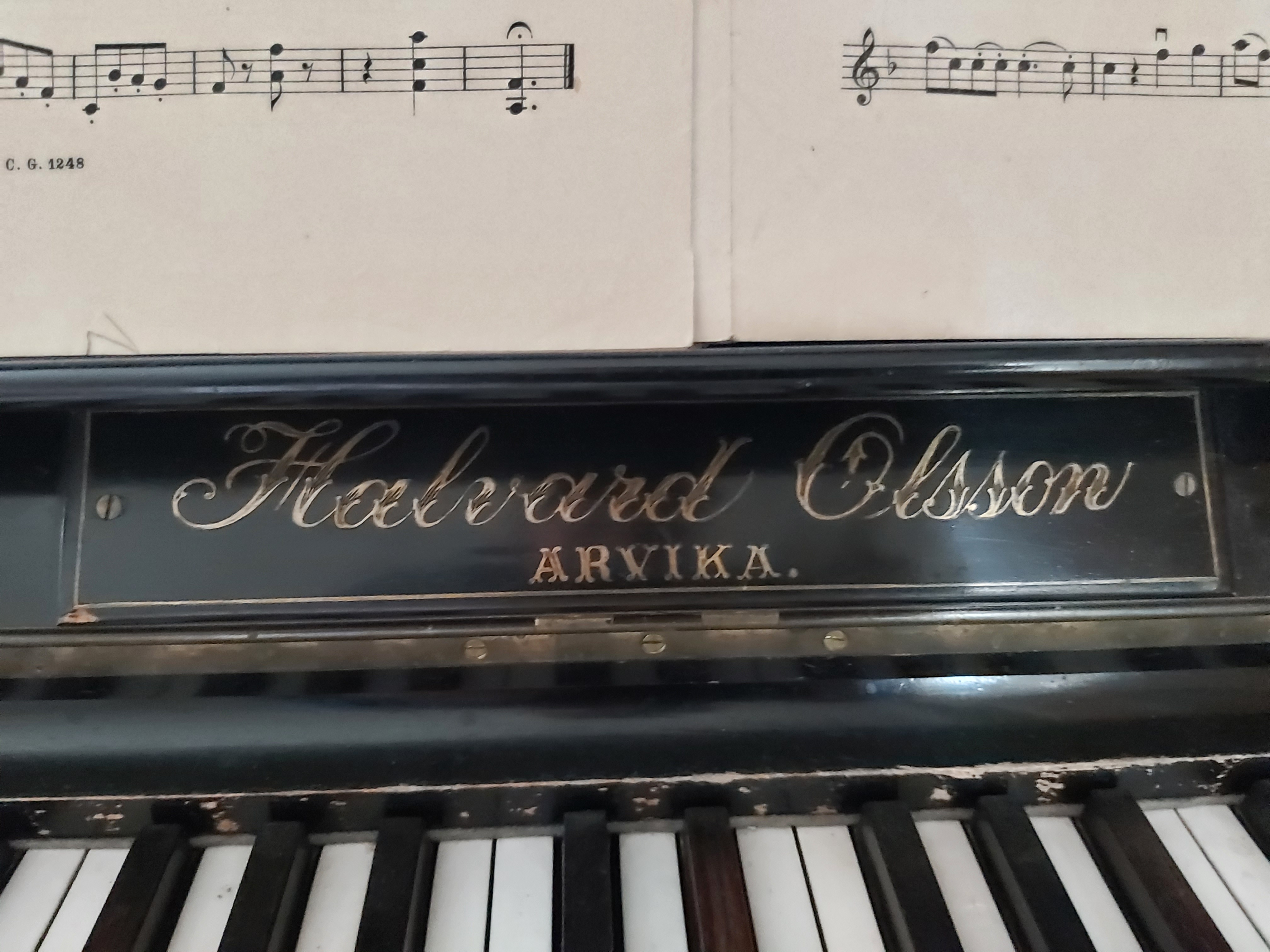
Piano i Nytomta, Arvika.
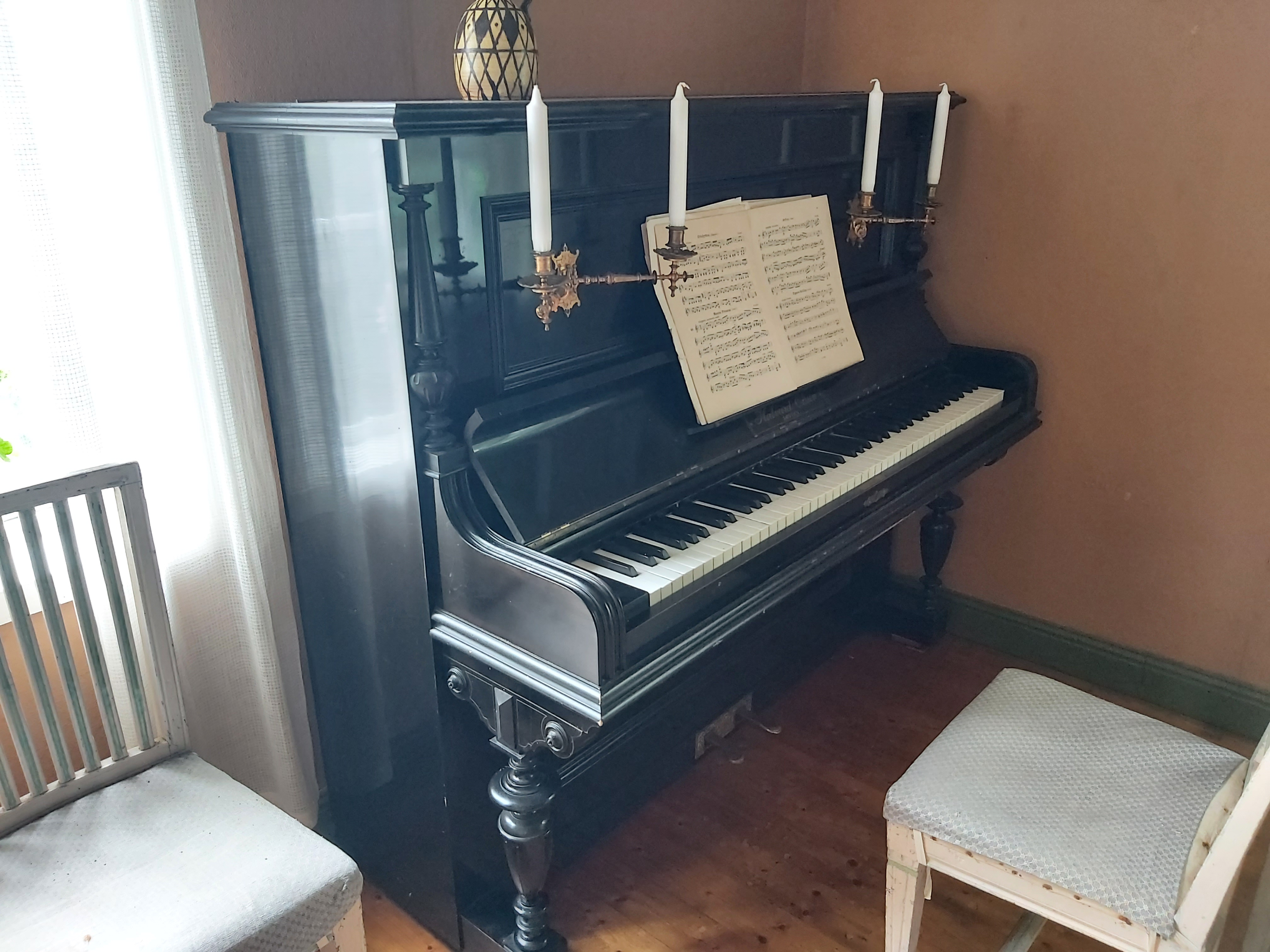
Piano i Nytomta, Arvika.